# Рытвины Шираз

Рытвины Шираз (волнообразная трещина в центре) на изображении сделанном космическим аппаратом Кассини-Гюйгенс

Рытвины Шираз (лат. Shiraz Sulcus) — рытвины (рельеф из чередующихся борозд и кряжей) на поверхности луны Сатурна — Энцелада.

## География
Примерные координаты объекта — 57°12′ ю. ш. 39°24′ з. д. / 57,2° ю. ш. 39,4° з. д.. Длина структуры достигает 80 км. На севере находится крупный именной 22-километровый кратер Камар, а на северо-востоке рытвины Аль-Медина.

## Эпоним
Названы в честь города Шираз, фигурирующего в сборнике арабских сказок «Тысяча и одна ночь». Официальное название было утверждено Международным астрономическим союзом в 2010 году.